# Bathytoma profundis
Bathytoma profundis é uma espécie de gastrópode da família Borsoniidae.